# جهاد الأندري
جهاد الأندري (8 يوليو 1967 -) هو ممثل ومؤدي أصوات وممثل مسرحي وشاعر لبناني.

## مسيرته
يقيم في الإمارات، وإنشاء مسرح خاص به هناك،
قام بأدوار عديدة منها فيغلف في سقف العالم.

## أعماله
- زفافيان 2017
- روبي 2012 بدور الكاتب فؤاد أبو أسعد
- بقايا حب 2012
- الشحرورة 2011
- ذاكرة الجسد 2010 بدور مصطفى
- أم الصبي 2010 بدور رامي بيك
- يا صديقي 2010
- فنجان الدم 2009
- جبران 2009 بدور فريد هولند داي
- قمر بني هاشم 2008 بدور عمار بن ياسر
- السعادة الحقيقية 2008
- أبو جعفر المنصور 2006 بدور هشام بن عبد الملك
- دعاة على أبواب جهنم 2006
- سقف العالم 2006 بدور فيغلف
- الحور العين 2005
- البحث عن صلاح الدين 2001 بدور الملك فيلب

## روابط خارجية
- جهاد الأندري على موقع قاعدة بيانات الأفلام العربية